# Llorenç Tomàs
|  | No confondre amb altres Llorenç Tomàs |

Llorenç Tomàs (Barcelona, 1868? - 30 de gener de 1916) fou un advocat i naturalista català.
Especialista en geologia i paleontologia, des del 1906 va ser membre de la Institució Catalana d'Història Natural, de la qual va ser president uns mesos el 1911 i el 1912. Va ser professor de geologia als Estudis Universitaris Catalans en substitució de Norbert Font i Sagué.
Va publicar diferents obres, com Sobre la formació d'anhidrita (1909), Les sals de potassi de Súria (1911-15) o Els minerals de Catalunya (1919-20).
Es va casar amb Antònia Socias i Romeu.